# Флеминг, Джон Амброз
Сэр Джо́н Амбро́з Фле́минг (англ. Sir John Ambrose Fleming; 29 ноября 1849, Ланкастер — 18 апреля 1945, Сидмут) — английский учёный в области радиотехники и электротехники, член Лондонского королевского общества (1892). Он известен как изобретатель лампы с термокатодом — первой электронной лампы, названной кенотроном или диодом, в 1904 году. Он также предложил мнемоническое правило правой руки, используемое в математике и электронике. Он был старшим из семи сыновей священника-конгрегационалиста Джеймса Флеминга (умер в 1879 году) и его жены Мари Энн, и крещён 11 февраля 1850 года. Он был набожным христианином, и однажды проповедовал в храме Святого Мартина в Лондоне на тему доказательства воскресения. В 1932 году вместе с Дугласом Дьюаром и Бернаром Аквортом он помогал в организации Движения Эволюционного Протеста. Не имея детей, он завещал большую часть своей недвижимости христианским благотворительным организациям, особенно тем, которые помогали бедным. Он был хорошим фотографом, писал акварели, принимал участие в восхождениях в Альпах.

## Ранние годы
Амброз Флеминг родился в Ланкастере, получил образование в школе и Университетском колледже Лондон. Он выиграл стипендию колледжа Святого Иоанна в Кембридже в 1877 году, и посещал лекции в нескольких университетах, включая Университет Кембриджа, Университет Ноттингема и Университетский колледж Лондона, где он стал позднее первым профессором электротехники. Он был также консультантом компании Беспроводной Телеграфии Маркони, компании Swan, компании Ferranti, компании Телефон Эдисона, и позднее компании Электрического Света Эдисона. В 1892 году Флеминг представил важную работу по теории электрических трансформаторов для Института инженеров по электротехнике в Лондоне.

## Образование и семейная жизнь
Флеминг стал посещать частную школу в возрасте около десяти лет. Любимым предметом была геометрия. До этого мать занималась с ним, и он знал почти наизусть книгу под названием «Руководство к знаниям для детей» — популярную книгу для ежедневного чтения. Даже будучи взрослым, он цитировал её. Его школьное образование продолжилось в университетском колледже, где он преуспевал в математике, но по латыни обычно был среди самых последних в классе.
Ещё ребёнком он постепенно становился инженером. В 11 лет он имел собственную мастерскую, где строил модели катеров и двигателей. Он даже построил свой собственный фотоаппарат, пронеся интерес к фотографии через всю жизнь. Возможность стать инженером была за пределами финансовых ресурсов семьи, но он достиг своей цели путём чередования обучения с оплачиваемой работой.
В 1870 Флеминг получил степень бакалавра в университетском колледже и стал студентом химического факультета Королевского Научного колледжа в Лондоне (в настоящее время Империал колледж). Здесь он впервые изучил устройство батареи Алессандро Вольта, которая стала темой его первой научной работы. Это была первая работа, доложенная в новом Физическом Обществе Лондона (ныне Институт Физики), а затем она была опубликована на страницах его трудов. Финансовые проблемы вновь заставили его работать, и летом 1875 года он стал научным сотрудником в общественной школе, зарабатывая 400 фунтов в год. Его собственные научные исследования продолжались, началась переписка с Джеймсом Максвеллом из Кембриджского университета. Накопив 400 фунтов и получив грант на 50 фунтов в год, Флеминг в октябре 1877 в возрасте 27 лет вновь стал студентом, на этот раз в Кембридже. Он признавал, что лекции Максвелла были трудны ему для понимания. Максвелл, по его словам, зачастую «предпочитает парадоксальный и иносказательный способ выражения мыслей». Со временем Флеминг стал посещать только эти лекции. По окончании обучения он снова получил степень в области физики и химии, на этот раз степень Почётного Первого Класса. Вскоре он получил степень доктора, затем служил один год в Кембриджском университете в качестве демонстратора по прикладной механике до назначения на должность первого профессора физики и математики в Университете Ноттингема, которую он оставил менее чем через год.
11 июня 1887 года он женился на Кларе Рипли (1856—1917), дочери Вальтера Пратта, адвоката из г. Бас. 27 июля 1928 года он женился на молодой популярной певице Оливье Франкс (р. 1898), дочери Георгия Франкса, Кардиффского бизнесмена.

## Научная деятельность и достижения
В ноябре 1904 года он изобрёл выпрямитель на двухэлектродной электронной лампе, который он назвал осцилляторный вентиль. Позднее он запатентовал своё изобретение. Изобретение носит также названия: лампа с термокатодом, вакуумный диод, кенотрон, термоионная лампа, вентиль Флеминга. Верховный суд Соединенных Штатов позднее признал патент недействительным вследствие неприемлемых ограничений, и, кроме того, по причине того, что на момент подачи заявки предложенные технологии уже были известны. Такого рода изобретения, содержащие вакуумные лампы, рассматривались на заре электроники. Тем не менее, диоды Флеминга использовались в радиоприёмниках и радарах в течение многих лет, и только через 50 с лишним лет они были заменены твердотельными приборами. В 1906 году американец Ли де Форест добавил в электронную лампу управляющую «сетку» и создал радиочастотный детектор, названный аудион, но Флеминг обвинил его в копировании своих идей. Прибор де Фореста был вскоре доработан им и Эдвином Армстронгом и применён в первом электронном усилителе, а сама лампа названа триодом. Триод имел очень важное значение в деле создания дальней телефонной и радиосвязи, радаров и первых электронных цифровых вычислительных машин (уже существовавшие механические и электро-механические вычислители использовали другие технологии). Флеминг внёс также вклад в области фотометрии, электроники, беспроводной связи (радио), и электрических измерений. Он получил титул сэра в 1929 году. Умер в своем доме в Сидмуте в 1945 году. Его вклад в развитие электронных коммуникаций и радары имел жизненно важное значение для победы во Второй мировой войне. Флеминг был удостоен Медали почета IRE в 1933 году за «заметную роль, которую он сыграл в деле внедрения физических и инженерных принципов в радиотехнике».